# 科琳達·格拉巴爾-基塔羅維奇
科琳達·格拉巴爾-基塔羅維奇（發音：[ɡrǎbar kitǎːroʋitɕ]；1968年4月29日—），是一名克羅地亞政治家、前克罗地亚民主共同体黨員，前克罗地亚总统。她是克羅地亞歷史上最年輕及首位女性總統，担任总统时年僅46歲。
出任總統前，科林達是職業外交官，於2003年到2005年出任克羅埃西亞歐洲事務部部長，2005年到2008年出任外交和歐洲事務部部長，是第一任和第二任內閣。2008年到2011年出任克羅埃西亞駐美國大使，2011年到2014年擔任北約秘書長安諾斯·福格·拉斯穆森和延斯·史托騰伯格的公共外交秘書長助理。
2014年12月和2015年1月，格拉巴爾-基塔羅維奇參與總統選舉，成為唯一女性候選人（該國史上第四位）。她在第一輪選舉中以第二名勝出，後來在第二輪選舉中以微弱優勢擊敗現任總統伊沃·約西波維奇。她在第一輪的強勢表現出乎大多數人的意料，眾多民意調查顯示現任總統約西波維奇遙遙領先，部分甚至表示他有可能獲得超半數選票直接勝出。在第二輪選舉中，格拉巴爾-基塔羅維奇成為克羅埃西亞總統選舉史上票數最少（111.4萬張）的獲勝者，以總統選舉迄今為止最小的差距（1.48%）擊敗約西波維奇。由於亚德兰卡·科索尔此前在2009年到2011年擔任克羅埃西亞首任女總理，格拉巴爾-基塔羅維奇的當選使得該國議會共和制擁有女性的國家元首和政府首腦。
1993年到2015年，格拉巴爾-基塔羅維奇是保守黨克罗地亚民主共同体的黨員，也是三邊委員會三位克羅埃西亞成員的其中一位。由於克羅埃西亞在任總統不能夠擔任其他政治職位或是黨員，2015年上任總統后她辭去兩個職位。2017年，《富比士》雜誌將格拉巴爾-基塔羅維奇列入世界百名权威女性第39位。

## 早年及教育程度

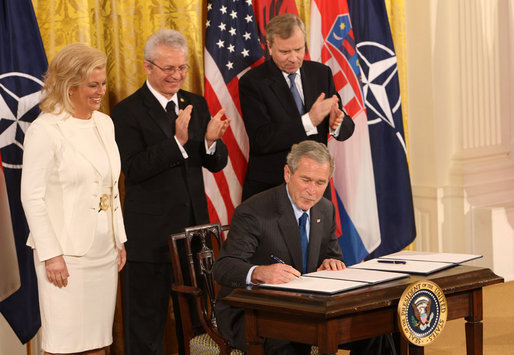
2008年美國簽署支持阿爾巴尼亞和克羅埃西亞加入北約協議的場景，左起：格拉巴爾-基塔羅維奇、亞歷山大·薩拉邦達、夏侯雅伯

1968年4月29日，科林達在南斯拉夫里耶卡（現克羅埃西亞）出生，家裡開肉店和牧場。17歲參加高中的交流學習計劃，到美國新墨西哥州洛斯阿拉莫斯學習，1986年於洛斯阿拉莫斯高中畢業。回國后被薩格勒布大學人文與社會科學學院錄取，1993年憑英語和西班牙語語言文學學士學位畢業。1995年到1996年參加維也納外交學院外教課程。2000年獲薩格勒布大學人文與社會科學學院外交關係碩士學位。2002年到2003年以福布莱特计划學者身份就讀于喬治華盛頓大學。她還獲得哈佛大學肯尼迪政府學院盧克西奇獎學金。2015年12月，格拉巴爾-基塔羅維奇在薩格勒布政治學院開啟了她的國際關係博士研究。

## 生涯

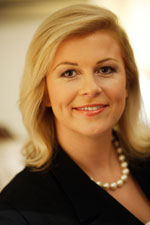
2006年的格拉巴爾-基塔羅維奇

1992年，格拉巴爾-基塔羅維奇擔任克羅埃西亞科技部國家合作部顧問。1993年，她加入克羅埃西亞民主聯盟。同年調職到外交部，出任顧問。1995年，她擔任北美外交部主任，直到1997年離職。當年她開始出任克羅埃西亞駐加拿大大使館顧問，1998年10月離職時是大使級顧問。
2000年選舉後，克羅埃西亞社會民主黨執政，東尼諾·皮庫拉出任外交事務部部長。甫上任便取消克罗地亚民主共同体任命的高級外交職位人員。格拉巴爾-基塔羅維奇接下來六個禮拜內從加拿大回到克羅埃西亞，起初她拒絕這方面的要求，因為她已經懷孕，計劃在加拿大分娩。不過，部長極力施壓，她最終決定回來。住院期間，她申請福布莱特计划，修讀國際關係和安全政策。最終她移居美國，在喬治華盛頓大學深造。畢業後，她回到克羅埃西亞，住在里耶卡。
兩年後，她在2003年議會選舉中以克羅埃西亞民主共同體成員的身份當選克羅埃西亞議會第七選區議員。克羅埃西亞民主共同體主席伊沃·萨纳德領導的新政府組建時，她出任歐洲一體化部部長，意味著就克羅埃西亞加入歐盟展開談判。
2005年，外交事務部和歐洲一體化部兼併，格拉巴爾-基塔羅維奇獲提名為全新的外交事務及歐洲一體化部的部長，並於2005年2月17日宣誓就職。她的首要任務，是指導克羅埃西亞加入歐盟和北約組織。2005年1月18日，她出任克羅埃西亞加入歐盟談判國家代表團。此外，2005年11月18日，受國際社會推選，她於當年在薩格勒布主持了渥太華條約第六次締約國會議。格拉巴爾-基塔羅維奇是首位被提名為渥太華條約的女性。
克羅埃西亞民主共同體於2007年議會選舉獲勝並在隨後成立伊沃·薩納德第二屆內閣時，她被提名為外交部長，但在2008年1月12日突然被革職，具體原因未知。
2008年3月8日，她在總統斯捷潘·梅西奇的幫助下擔任克羅埃西亞駐美國大使，直到2011年7月4日。克羅埃西亞駐華盛頓大使館2010年爆發醜聞，格拉巴爾-基塔羅維奇的丈夫雅科夫出於私人目的征用了大使館的公用車。大使館一名保安連日跟蹤拍攝基塔羅維奇丈夫的行蹤，有段時間將錄像貼到YouTube。外交部長喬丹·加德羅科維奇隨後發起國際調查，結果顯示格拉巴爾-基塔羅維奇本人儘管持有大使館配備的凱迪拉克DTS及24小時服務的司機，她還是出于私人目的，使用大使館的另一輛車豐田Sienna。格拉巴爾-基塔羅維奇表示自己24小時都要工作，無法將工作和私生活分開。後來，她付清了丈夫未經授權使用公車的費用，而偷拍她家人被解僱。
2011年，格拉巴爾-基塔羅維奇遞交大使辭呈，並於2011年6月4日出任北約秘書長公共外交助理。此次離職，她也飽受非議。因為她計劃辭職前沒有知會總理亚德兰卡·科索尔，科索爾沒有及時任命後備人選。因此，克羅埃西亞駐美國大使的職位在她離職后，空置了九個月。然而，她表示自己實際上告知新當選的社會民主黨總統伊沃·約西波維奇她的計劃，約西波維奇後來在2014年12月確認了這些說法，表示他曾親自寫書面意見引薦格拉巴爾-基塔羅維奇加入北約。格拉巴爾-基塔羅維奇也表示自己曾兩次向總理科索爾提出回國代表民主共同體出戰2011年議會選舉。此外，她還表示科索爾直接無視了她的要求，所以就決定不再和這位總理溝通。
她在《经济学人》雜誌看到北約的招聘廣告后，認為自己很適合這份工作，但最後沒打算申請。到了北約在兩輪選拔中都沒能選出職位合適人選時，最終她才決定申請，到了第三輪拿到該職位。在北約期間，她經常會見執行維和任務的阿富汗和克羅埃西亞士兵。她的職責是維護“溝通策略”，“拉近北約和普通人的距離。同事經常說她是“必須要服從的人”。她是首位出任該職位的女性。她此後擔任北約秘書長助理，直到2014年2月。
2013年4月，她獲邀加入三邊委員會。

## 總統競選

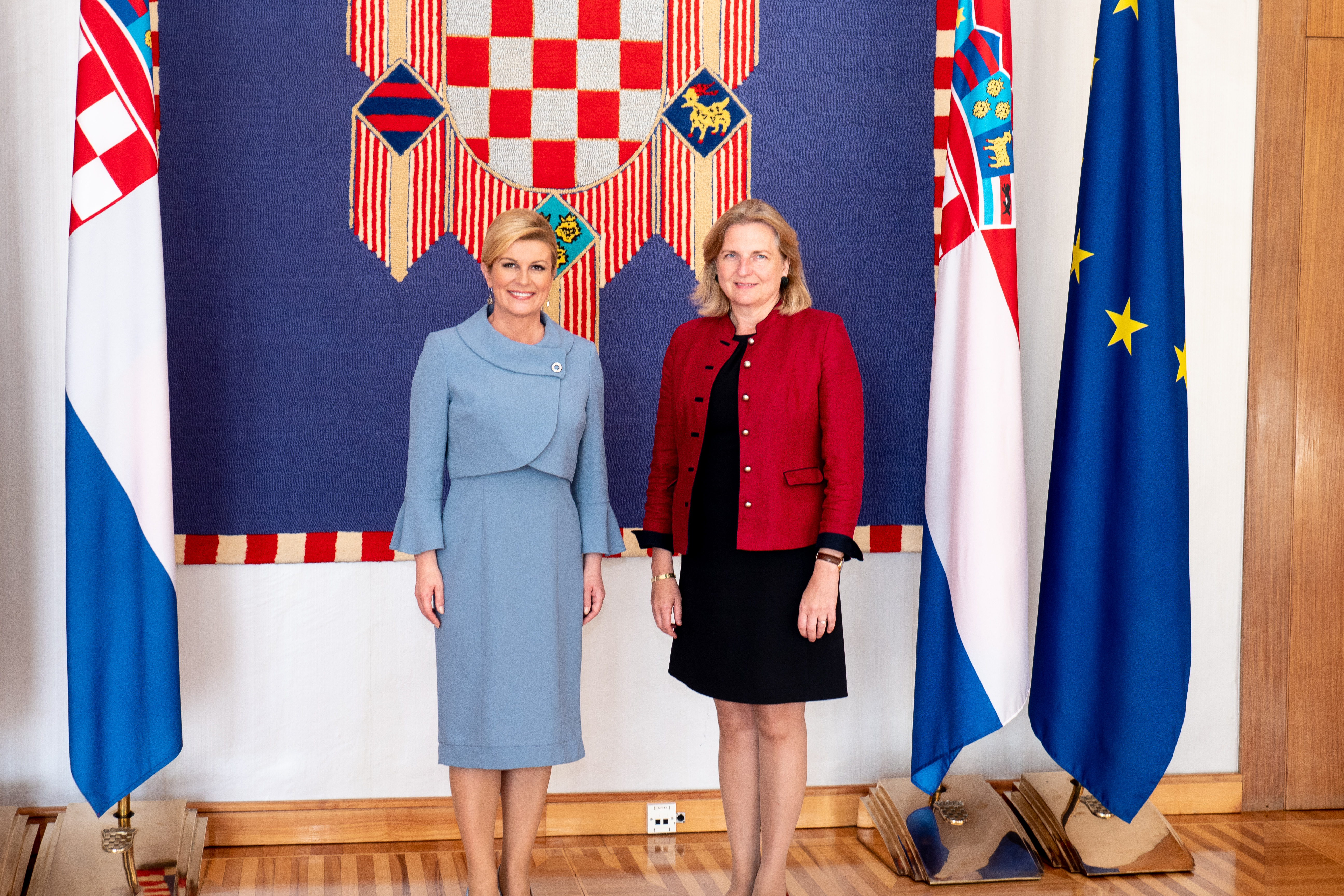
奧地利外交部長卡琳·克奈斯爾會見克羅埃西亞總統科琳達·格拉巴爾-基塔諾維奇2018 年 7 月 24 日

2012年9月，克羅埃西亞日報《晨報》報道稱格拉巴爾-基塔羅維奇被克羅埃西亞民主聯盟視為2014-15年克羅埃西亞總統選舉的熱門人選。2014年中旬，她正式代表民主聯盟參選，挑戰時任總統伊沃·约西波维奇及政壇新秀伊萬·威利波爾·辛奇奇和米蘭·庫津德玆奇。2014年12月第一輪投票中，格拉巴爾-基塔羅維奇以37.2%的票數出線，次於約西波維奇的38.5%，而辛奇奇和庫津德玆奇分別為16.4%和6.3%。由於所有參選人沒能獲得過半票數，兩個星期內，約西波維奇和格拉巴爾-基塔羅維奇須進行第二輪角逐。
第二輪角逐于2015年1月11日展開，格拉巴爾-基塔羅維奇贏得50.7%的票數。因此，她成為克羅埃西亞獨立後首位女國家元首，也是該國15年來首位保守黨總統。她於2月15日宣佈就職，2月19日午夜正式上任。
經過大選，格拉巴爾-基塔羅維奇成為歐洲首位擊敗競逐連任的現任總統的首位女性，也是繼1990年尼加拉瓜的比奥莱塔·查莫罗以來全球第二位這樣做的女性。她也是第一位擊敗現任克羅埃西亞總統的參選人。除此之外，格拉巴爾-基塔羅維奇也是該國迄今為止唯一一位在首輪投票中沒有取得最多票數的總統參選人。此外，她在第二輪投票中獲得的111.4萬張選票，是克羅埃西亞總統選舉獲勝候選人中的最低票數，迄今為止所有的選舉中，約瑟波維奇1.48%的勝出率是最小的。

## 總統任期

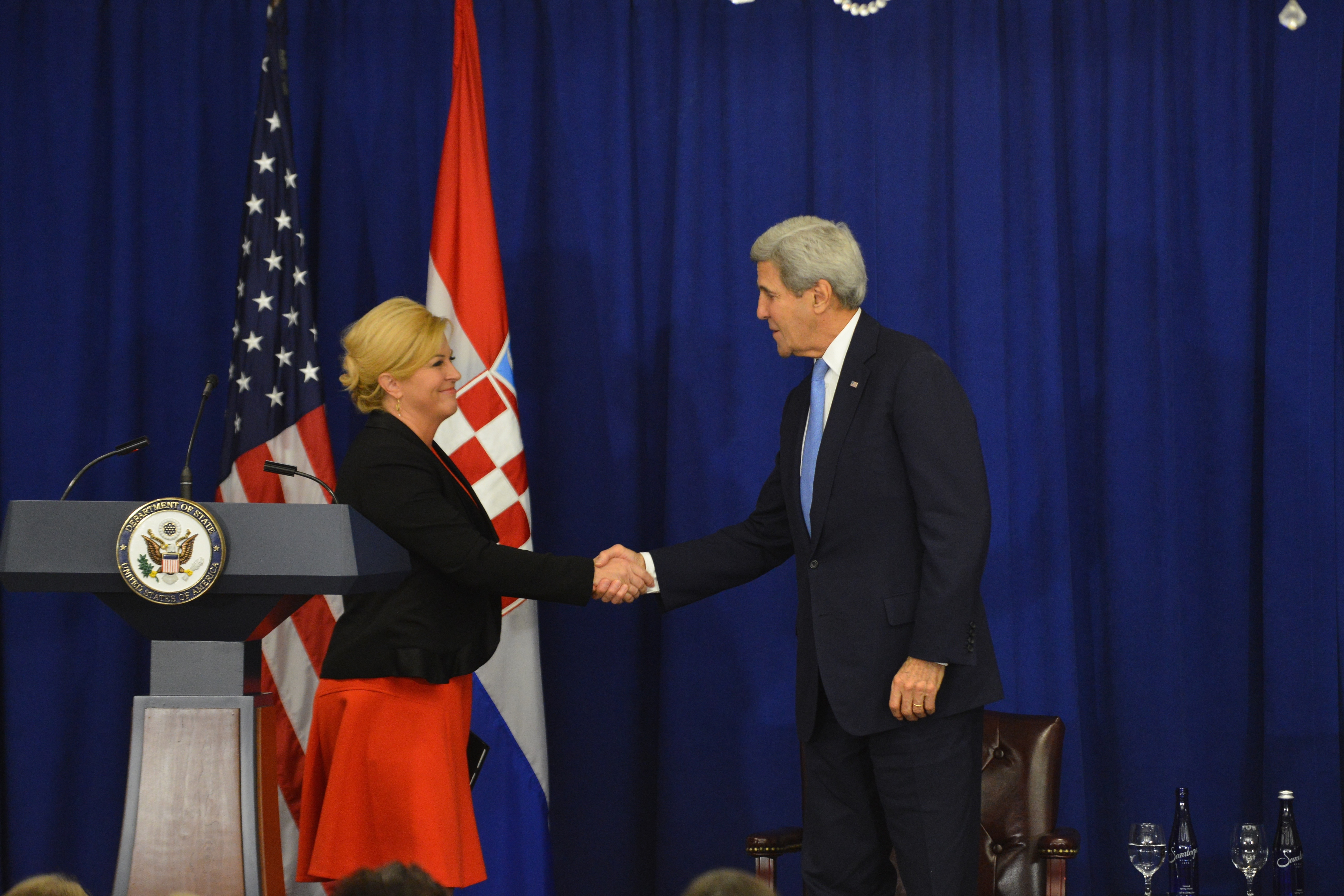
2016年在机会平等合作伙伴和美國國務卿約翰·克里合影

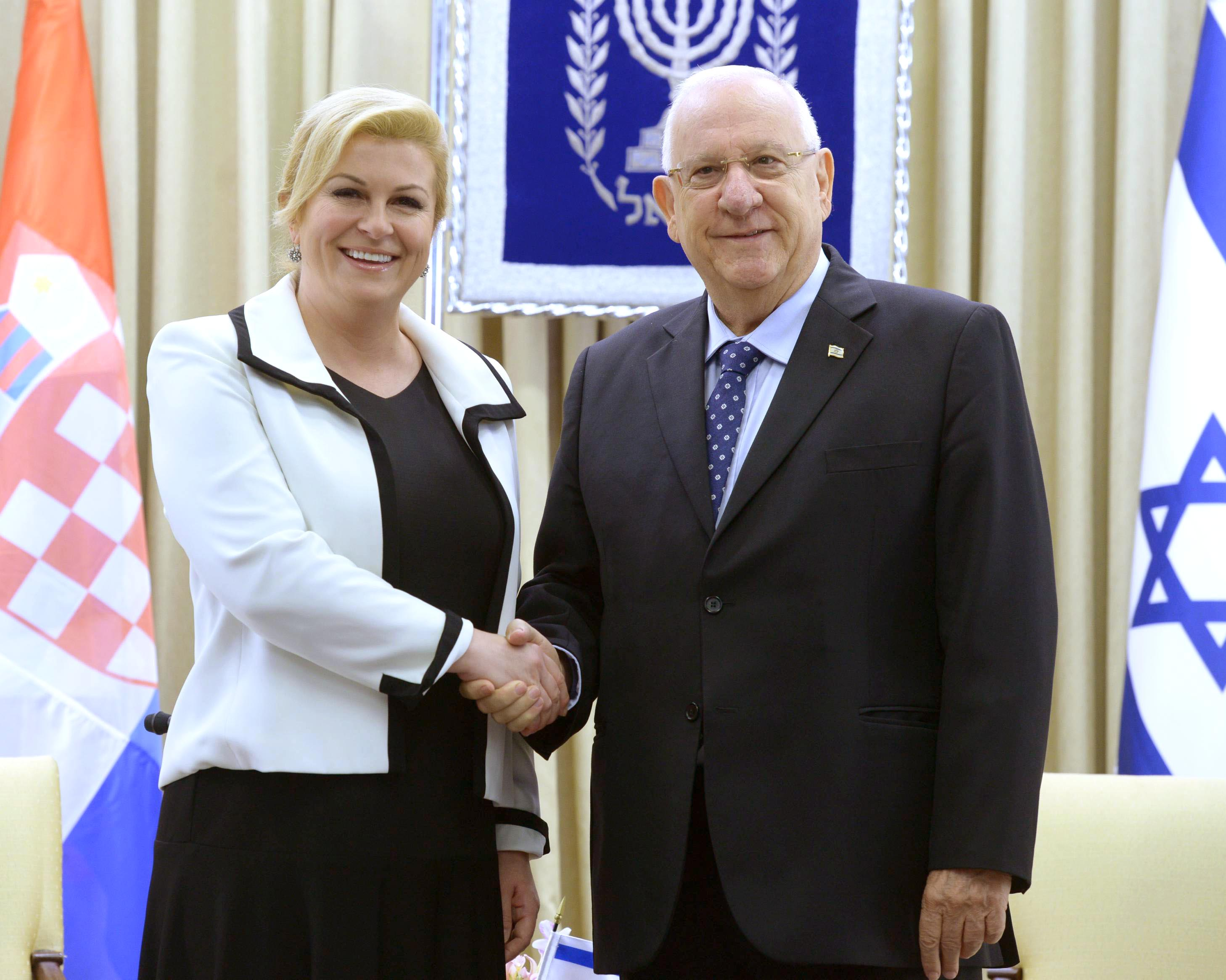
格拉巴爾-基塔羅維奇總統和以色列總統鲁文·里夫林合影

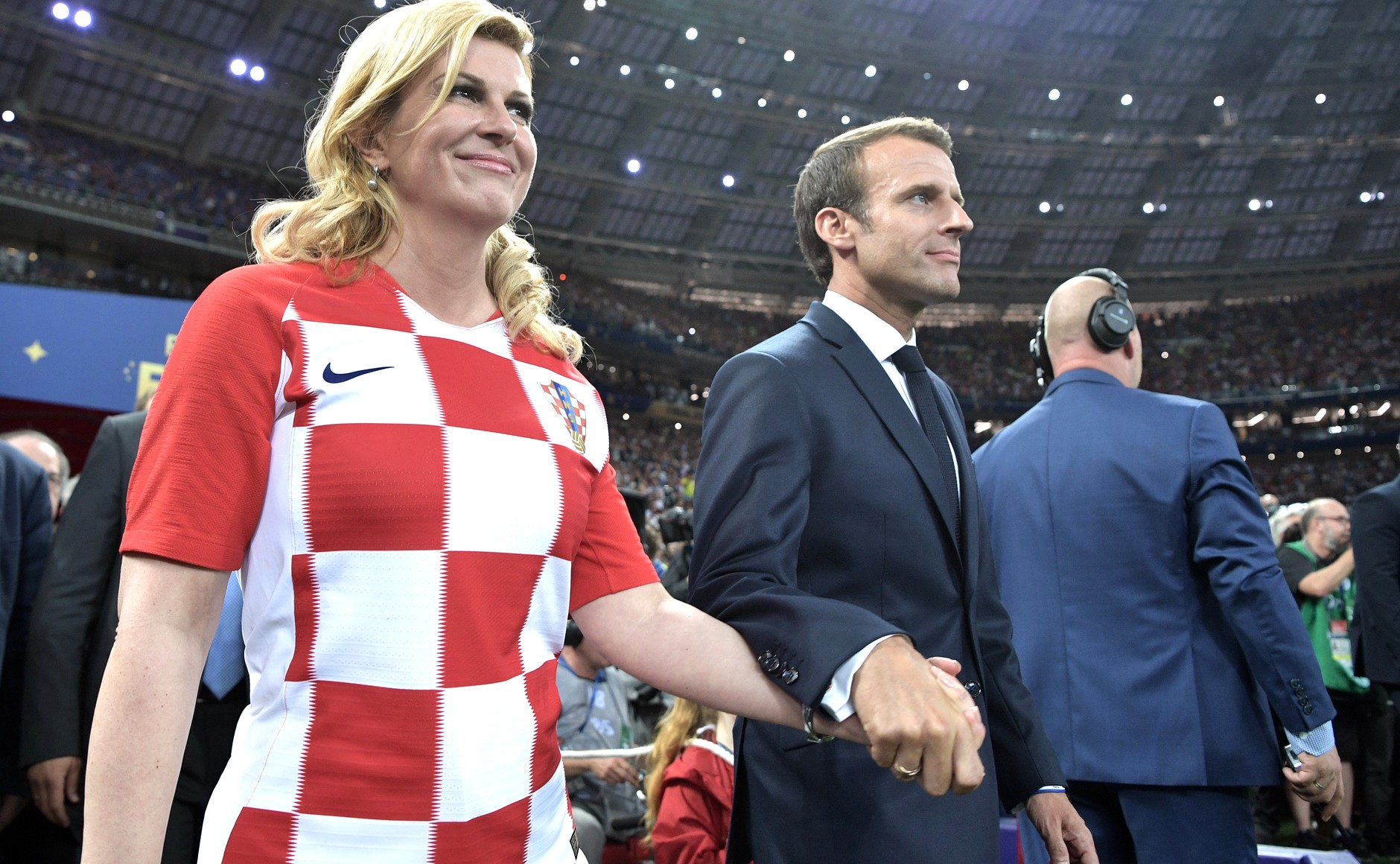
2018年國際足協世界盃決賽后，格拉巴爾-基塔羅維奇和法國總統埃马纽埃尔·马克龙

格拉巴爾-基塔羅維奇上任不到九個月，歐洲移民危機開始升級，大批移民進入希臘和馬其頓，穿過塞爾維亞進入匈牙利，自此匈牙利開始在南部邊境築起圍墻。2015年9月，匈牙利搭好圍墻并關閉和塞維爾亞的邊境后，移民人潮流向克羅埃西亞，超過2.1萬移民進入該國。到9月19日，人數升至3.9萬名，同時3.2萬移民離開克羅地亞，途徑斯洛維尼亞和匈牙利。她任命安卓利亞·海布蘭格擔任難民危機專員。
由於議會將於9月25日解散，格拉巴爾-基塔羅維奇呼籲在2015年11月8日舉行國會大選，組建政府的談判進行了76天。格拉巴爾-基塔羅維奇先前於2015年12月22日宣佈，如果接下來24小時內沒能和後人總理達成協議，就會要求提前舉行大選，任命無黨派的過渡政府（據報道過渡政府由達米爾·萬德里奇主持），藉機對參與新政府組建談判的政黨施加巨大壓力，尋求解決方案。危機最終在2015年12月23日解除，格拉巴爾-基塔羅維奇授予無黨派克羅埃西亞裔加拿大商人蒂霍米爾·奧雷什科維奇組建新政府的30天命令，奧雷什科維奇是總理任命提名時限前僅幾個小時，由克羅埃西亞民主聯盟和獨立名單橋選出的。
2015年8月24日，身為軍隊總司令的格拉巴爾-基塔羅維奇收到一份希望在軍隊使用克羅埃西亞法西斯運動烏斯塔沙的敬禮為了祖國，時刻準備著的請願。她立即拒絕了這份請願，稱它“輕浮、不可接受，具挑釁性”。2015年9月29日，在基塔羅維奇的倡議下，大西洋理事會在紐約舉辦亞得裡亞海-波羅的海-黑海領導人非正式高級會議，會議後來達成了三海倡議。倡議于2016年正式成立，於2016年8月25日到26日在克羅埃西亞杜布罗夫尼克舉行第一屆峰會。
2016年4月11日，格拉巴爾-基塔羅維奇和美國國務院猶太人大屠殺問題特使尼古拉斯·迪恩（Nicolas Dean）會面后，表示“克羅埃西亞獨立國最不獨立，最不能保護克羅埃西亞人民的利益”。她補充，“烏斯塔沙是罪惡政權”，“反法西斯主義是克羅埃西亞憲法的基礎”，“現代的克羅埃西亞政權是在克羅埃西亞獨立戰爭的基礎上建立的”。2016年5月，格拉巴爾-基塔羅維奇受伊朗總統哈桑·鲁哈尼邀請出訪德黑蘭。魯哈尼呼籲克羅埃西亞擔任伊朗和歐洲關係的門戶。兩國總統重審兩國傳統的良好關係，并簽署經濟合作協議。
2016年5月，新星電視台民意調查顯示格拉巴爾-基塔羅維奇支持度為45%，反對度達45%。2016年3月，支持度上升至52%。儘管如此，她仍憑藉57%的支持度成為最受歡迎的政治家，總理蒂霍米爾·奧雷什科維奇55%排第二。2016年10月，格拉巴爾-基塔羅維奇正式訪問亞塞拜然巴庫，期間重申支持亞塞拜然在納戈爾諾-卡拉巴赫衝突維持領土完整的立場，認為衝突解決方案“必須是和平的和政治上的” 。
2017年11月，斯洛博丹·普拉利亞克在海牙國際法庭審判上服毒自殺后，格拉巴爾-基塔羅維奇向普拉利亞克的家人致哀，稱他是一位“寧願獻出他的生活而不是生命的漢子，堅信自己並沒有犯下被定罪的罪行”，補充稱“他的行為深深刺痛了克羅埃西亞人民的心靈，使得前南斯拉夫問題國際刑事法庭永遠懷疑其任務的完成度”。
2018年3月，格拉巴爾-基塔羅維奇被提名為布宜諾斯艾利斯榮譽市民。她的頒獎典禮上表示：“二戰後，許多克羅埃西亞人在阿根廷找到自由的空間，在那他們展現了自身的愛國心，表達了他們對克羅埃西亞人及家園自由的正當要求。”由於許多烏斯塔沙的官員曾在二戰後逃往阿根廷，她的演說被烏斯塔沙的支持者打斷。在新聞稿中，格拉巴爾-基塔羅維奇駁斥對她演講的“惡意打斷”：“令人傷心的是，許多移民的犧牲至今仍未獲得認可，在前南斯拉夫時代，他們不能在自己的國家宣揚愛國主義，渴望自由和克羅埃西亞獨立，卻遭到監禁、起訴和謀害。”克羅埃西亞人移民到阿根廷的浪潮自1848年開始，1918年到1939年持續，1945年到1956年達到高潮，約有2萬人（大多數是政治移民）移居阿根廷。

## 社會政策

### LGBT議題
儘管反對同性婚姻，格拉巴爾-基塔羅維奇仍支持使同性伴侶享有等同於異性已婚夫婦權利的终身伴侣关系法，讚揚這是良好的妥協。她在就職演說中還提到性取向問題，表示如果她的兒子出櫃，她也會支持。

### 墮胎
格拉巴爾-基塔羅維奇是墮胎權運動的支持者。她認為，禁止墮胎不是解決方案，強調加強防止意外懷孕的教育。她批評立法過程艱難，指出“體制上下必須改革，通過教育和社會措施讓每位女性生下一個孩子且母親和孩子最終獲得方式恰當的照顧。”

### 氣候變化
格拉巴爾-基塔羅維奇曾提過氣候變化對環境及全球安全的危害，表達對環保倡議的支持。2016年，她在紐約聯合國總統簽署《巴黎協議》。另一次在聯合國演講時，她表示氣候變化是“大規模破壞的強大武器”。

## 私生活
格拉巴爾-基塔羅維奇于1996年和雅科夫·基塔乔维奇結婚，女兒卡塔琳娜（2001年4月23日）是職業花樣滑冰運動員、全國青少年冠軍，兒子叫盧卡（2003年出生）。
格拉巴爾-基塔羅維奇是虔誠的羅馬天主教徒，她曾表示會堅守傳統的基督教價值觀。
在接受人民電台採訪時，她表示自己最喜歡的歌手是被指控宣揚極端民族主義的克羅埃西亞歌手馬克·佩爾科維奇。
她能說一口流利的克羅埃西亞語、英語、西班牙語和葡萄牙語，略懂德語、法語和意大利語。
在俄羅斯舉辦的2018年國際足協世界盃上，格拉巴爾-基塔羅維奇觀看了準決賽和決賽。她穿著國旗顏色衣服，為最終取得亞軍的國家隊助威。分析公司Mediatoolkit表示，她“成為了她的國家的世界盃明星”，“25%的決賽報道關注她勝過其他球員”，因為她“自費乘坐經濟艙前往俄羅斯，一般在非VIP看台看球賽”。

## 外部連結
- Kolinda Grabar-Kitarović presidential candidacy page

| 官衔                                    | 官衔                                  | 官衔                              |
| --------------------------------------- | ------------------------------------- | --------------------------------- |
| 前任者： 內文·米米察                    | 歐洲事務部長 2003年－2005年           | 職位取消                          |
| 前任者： 米奧米爾·茹茹爾 為外交事務部長 | 外交與歐洲事務部長 2005年－2008年     | 繼任者： 戈爾丹·揚德羅科維奇      |
| 前任者： 本人 為歐洲事務部長            | 外交與歐洲事務部長 2005年－2008年     | 繼任者： 戈爾丹·揚德羅科維奇      |
| 前任者： 伊沃·约西波维奇                | 克罗地亚总统 2015年－                 | 現任                              |
| 外交職務                                |                                       |                                   |
| 前任者： 內文·尤里察                    | 克罗地亚駐美國大使 2008年－2011年     | 繼任者： 懷思·斯克拉契奇 （代理） |
| 前任者： 斯特凡妮·巴布斯特 （代理）     | 北約公共外交助理秘書長 2011年－2014年 | 繼任者： 特德·懷特塞德 （代理）   |